# Piazza Carlo Alberto (Torino)
Piazza Carlo Alberto è una delle storiche piazze, pedonalizzata, del centro di Torino, situata sul retro di Palazzo Carignano, a poca distanza da via Po e via Giuseppe Verdi. È delimitata dalle vie: Cesare Battisti, Principe Amedeo e Carlo Alberto.

## Storia e descrizione
Prende il nome dal re di Sardegna Carlo Alberto di Savoia, figlio di Carlo Emanuele di Savoia-Carignano, la cui famiglia era proprietaria dell'omonimo palazzo, la cui facciata ottocentesca sul retro, rispetto a quella principale e più antica del Guarini sull'adiacente piazza Carignano, si presenta proprio su questa piazza.

Sorge ove un tempo si estendevano i giardini interni dell'imponente edificio barocco progettato da Guarino Guarini che, mediante mura di cinta, si raccordavano all'antistante edificio delle scuderie. L'area fu riorganizzata tra il 1842 e il 1859 abbattendo le mura di cinta e dando luogo alla piazza .

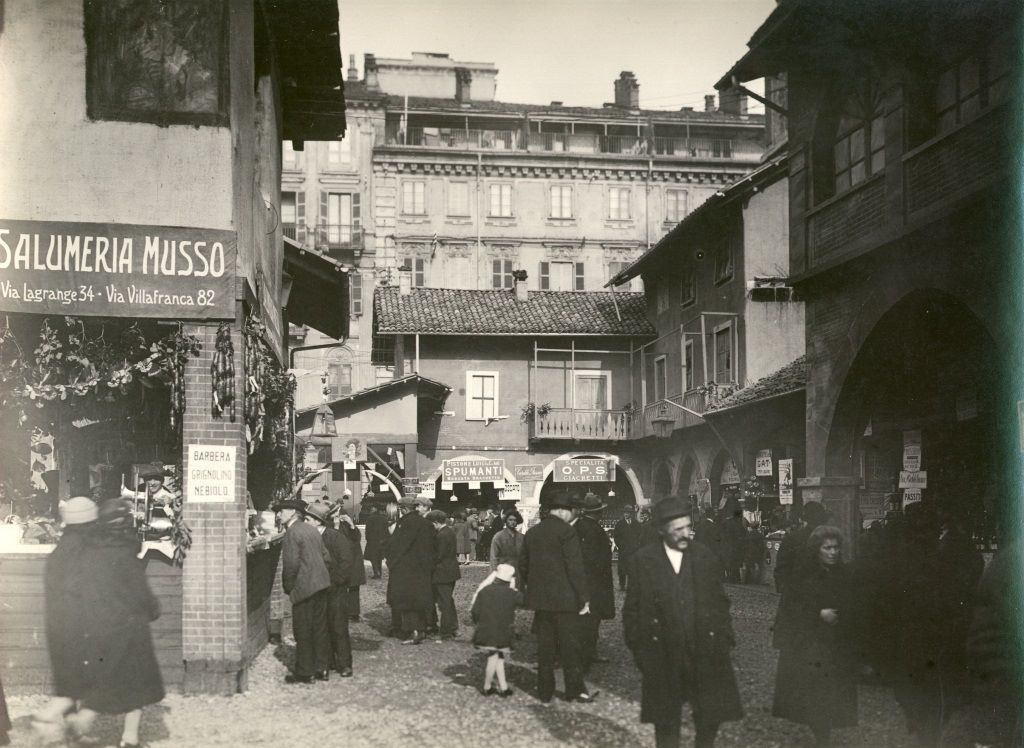
A piazza Carlo Alberto si teneva ogni anno a carnevale la Fiera dei vini e appositi padiglioni a tema venivano montati ogni anno. Nel febbraio 1926 il tema fu quello del borgo medievale. (Foto di Mario Gabinio).

Sul lato sud della piazza sorge il settecentesco Palazzo Campana, attuale sede universitaria del dipartimento di Matematica. Durante tutta l'epoca del fascismo, fu la sede della federazione provinciale del Partito Nazionale Fascista ed al piccolo balcone presente sul lato della piazza si affacciava il duce nelle visite ufficiali in città. Il 26 luglio 1943 fu teatro di violenti scontri e venne incendiato parzialmente..
Nell'edificio all'angolo tra la piazza e via Carlo Alberto, sul lato verso via Po, ha abitato tra gli anni 1888 e 1889, in una stanza al terzo piano, Friedrich Nietzsche.  Lì egli ha scritto le sue opere L'Anticristo, Il crepuscolo degli idoli ed Ecce Homo : una targa apposta dal Comune nell'ottobre 1944 ricorda il suo soggiorno in città.
Nel 2006 la piazza, dopo lunghi dibattiti, è diventata interamente pedonale.
Nel corso degli anni futuri, accoglierà una fermata della linea 2 della Metropolitana.

## Il monumento a Carlo Alberto
La statua equestre di Carlo Alberto, sita di fronte alla facciata di Palazzo Carignano, fu posta nel 1861 da Carlo Marochetti. La statua guarda verso l'ingresso ottocentesco del palazzo, volgendo le spalle alla biblioteca e brandendo in aria una spada. Le statue alla base sono quattro figure allegoriche femminili (martirio, libertà, eguaglianza civile e dello Statuto) e quattro soldati rappresentanti i corpi della Regia Armata Sarda (Artiglieria, Cavalleria, Granatieri e Bersaglieri). I quattro bassorilievi rappresentano la battaglia di Goito, la battaglia di Santa Lucia, l'abdicazione e la morte a Oporto di Carlo Alberto.
Già si pensò di creare un monumento al primo re Carignano, nel 1847, idea promossa da numerosi politici piemontesi, tra cui Giuseppe Pomba, che in un documento pubblicato il 5 gennaio 1848 proponevano, tra le altre cose, di creare un'arena, un arco di trionfo o un obelisco. La stessa sistemazione del monumento era incerta tra la Piazzetta Reale e Porta Nuova.
Con la morte del sovrano nel 1849, la creazione di un ricordo dello stesso divenne iniziativa dello Stato, come stabilito dal ministro Pietro Paleocapa. Progetti per sistemare una statua equestre nell'area del giardino del Palazzo Carignano vennero proposti da Gabriele Capello e da Roberto d'Azeglio: fu Carlo Marocchetti a realizzare però l'opera, inaugurata, dopo numerosi rifacimenti e molte polemiche, il 21 luglio 1861.

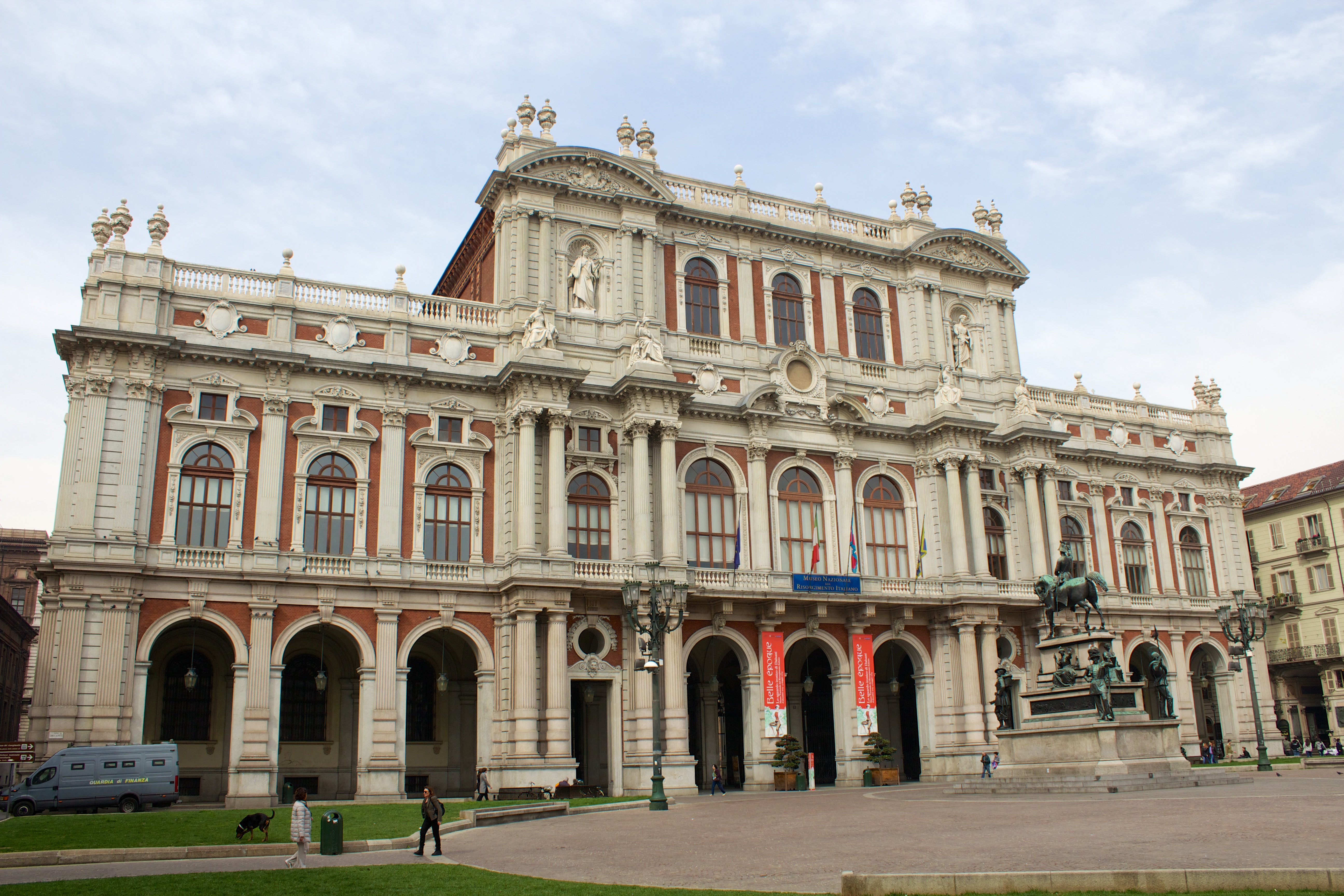
Facciata di Palazzo Carignano dalla piazza